# Швейцария на летних Олимпийских играх 2000
Швейцария принимала участие в Летних Олимпийских играх 2000 года в Сиднее (Австралия) в двадцать четвёртый раз, и завоевала одну золотую, две бронзовые и шесть серебряных медалей. Сборная страны состояла из 102 спортсменов (64 мужчины, 38 женщин).

## Медалисты
| Медаль  | Спортсмен                                                       | Вид спорта           | Дисциплина                             |
| ------- | --------------------------------------------------------------- | -------------------- | -------------------------------------- |
| Золото  | Бригитт Макмэхон                                                | Триатлон             | Женщины                                |
| Серебро | Барбара Блаттер                                                 | Велоспорт            | Женщины, маунтинбайк                   |
| Серебро | Мишель Ансерме                                                  | Стрельба             | Мужчины, скорострельный пистолет, 25 м |
| Серебро | Маркус Фукс Беат Мендли Лесли Макнафт-Мендли Вильхельм Меллигер | Конный спорт         | Конкур, командное первенство           |
| Серебро | Ксено Мюллер                                                    | Академическая гребля | Мужчины, одиночки                      |
| Серебро | Джанна Хаблютцель-Бюрки                                         | Фехтование           | Женщины, шпага, личное первенство      |
| Серебро | Софи Ламон Диана Романьоли Джанна Хаблютцель-Бюрки              | Фехтование           | Женщины, шпага, командное первенство   |
| Бронза  | Кристоф Заузер                                                  | Велоспорт            | Мужчины, маунтинбайк                   |
| Бронза  | Магали Мессмер                                                  | Триатлон             | Женщины                                |

## Результаты соревнований

### Академическая гребля
В следующий раунд из каждого заезда проходили несколько лучших экипажей (в зависимости от дисциплины). В финал A выходили 6 сильнейших экипажей, остальные разыгрывали места в утешительных финалах B-D.
Мужчины
| Соревнование | Спортсмены   | Предварительный заезд | Предварительный заезд | Предварительный заезд | Отборочный заезд | Отборочный заезд | Отборочный заезд | Полуфинал     | Полуфинал     | Полуфинал     | Финал   | Финал   | Итоговое место |
| Соревнование | Спортсмены   | Заезд                 | Время                 | Место                 | Заезд            | Время            | Место            | Заезд         | Время         | Место         | Время   | Место   | Итоговое место |
| ------------ | ------------ | --------------------- | --------------------- | --------------------- | ---------------- | ---------------- | ---------------- | ------------- | ------------- | ------------- | ------- | ------- | -------------- |
| одиночки     | Ксено Мюллер | 4                     | 6:57,38               | 1 Q                   | Не участвовал    | Не участвовал    | Не участвовал    | Полуфинал A/B | Полуфинал A/B | Полуфинал A/B | Финал A | Финал A | 2              |
| одиночки     | Ксено Мюллер | 4                     | 6:57,38               | 1 Q                   | Не участвовал    | Не участвовал    | Не участвовал    | 2             | 7:01,86       | 1 Q           | 6:50,55 | 2       | 2              |

Женщины
| Соревнование  | Спортсмены                    | Отборочная гонка | Отборочная гонка | Утешительный заезд | Утешительный заезд | Полуфинал | Полуфинал | Финал   | Финал   | Итоговое место |
| Соревнование  | Спортсмены                    | Время            | Место            | Время              | Место              | Время     | Место     | Время   | Место   | Итоговое место |
| ------------- | ----------------------------- | ---------------- | ---------------- | ------------------ | ------------------ | --------- | --------- | ------- | ------- | -------------- |
| Двойки парные | Каролина Люти Бернадетт Викки | 7:16,94          | 4                | 7:15,09            | 4                  |           |           | Финал B | Финал B | 7              |
| Двойки парные | Каролина Люти Бернадетт Викки | 7:16,94          | 4                | 7:15,09            | 4                  | 7:02,82   | 1         |         |         | 7              |

### Велоспорт

#### Трековый велоспорт
Всего спортсменов — 1
После квалификации лучшие спортсмены по времени проходили в раунд на выбывание, где проводили заезды одновременно со своим соперником. Лучшие спортсмены по времени проходили в следующий раунд.
Мужчины
| Спортсмен       | Соревнование                       | Квалификация | Квалификация | 1\4 финала     | 1\2 финала     | Финал Матч за 3-е место | Место |
| Спортсмен       | Соревнование                       | Время        | Место        | Соперник Время | Соперник Время | Соперник Время          | Место |
| --------------- | ---------------------------------- | ------------ | ------------ | -------------- | -------------- | ----------------------- | ----- |
| Франко Марвулли | Индивидуальная гонка преследования | 4:34,000     | 15           |                | Не прошёл      | Не прошёл               | 15    |

### Дзюдо
Спортсменов — 3
Соревнования по дзюдо проводились по системе на выбывание. В утешительные раунды попадали спортсмены, проигравшие полуфиналистам турнира. Два спортсмена, одержавших победу в утешительном раунде, в поединке за бронзу сражались с проигравшими в полуфинале.
Мужчины
| Соревнование | Спортсмены      | Первый раунд       | Второй раунд                    | 1/8 финала           | Четвертьфинал        | Полуфинал            | Финал                | Место |
| Соревнование | Спортсмены      | Соперник Результат | Соперник Результат              | Соперник Результат   | Соперник Результат   | Соперник Результат   | Соперник Результат   | Место |
| ------------ | --------------- | ------------------ | ------------------------------- | -------------------- | -------------------- | -------------------- | -------------------- | ----- |
| до 60 кг     | Давид Морет     | Не участвовал      | Э. Исмаилов (AZE) П 0001 — 1000 | Завершил выступление | Завершил выступление | Завершил выступление | Завершил выступление | —     |
| до 81 кг     | Сергей Ашванден | Не участвовал      | А. Будылин (EST) П 0001 — 1001  | Завершил выступление | Завершил выступление | Завершил выступление | Завершил выступление | —     |

Женщины
| Соревнование | Спортсмены     | Первый раунд       | 1/8 финала                    | Четвертьфинал         | Полуфинал             | Финал                 | Место |
| Соревнование | Спортсмены     | Соперник Результат | Соперник Результат            | Соперник Результат    | Соперник Результат    | Соперник Результат    | Место |
| ------------ | -------------- | ------------------ | ----------------------------- | --------------------- | --------------------- | --------------------- | ----- |
| до 52 кг     | Изабелль Шмутц | Не участвовала     | С. Суакри (ALG) П 0000 — 0010 | Завершила выступление | Завершила выступление | Завершила выступление | —     |

### Плавание
Спортсменов — 6
В следующий раунд на каждой дистанции проходили лучшие спортсмены по времени, независимо от места занятого в своём заплыве.
Мужчины
| Спортсмен    | Соревнование   | Предварительные заплывы | Предварительные заплывы | Полуфиналы | Полуфиналы | Финал     | Финал     |
| Спортсмен    | Соревнование   | Результат               | Место                   | Результат  | Место      | Результат | Место     |
| ------------ | -------------- | ----------------------- | ----------------------- | ---------- | ---------- | --------- | --------- |
| Ремо Лютольф | 100 м брасс    | 1:02,54                 | 16                      | 1:01,81    | 8          | 1:01,88   | 8         |
| Филипп Гиген | 100 м на спине | 57,50                   | 35                      | Не прошёл  | Не прошёл  | Не прошёл | Не прошёл |
| Ив Платель   | 400 м комплекс | 4:22,38                 | 18                      |            |            | Не прошёл | Не прошёл |

Женщины
| Спортсменка      | Соревнование         | Предварительные заплывы | Предварительные заплывы | Полуфиналы | Полуфиналы | Финал     | Финал     |
| Спортсменка      | Соревнование         | Результат               | Место                   | Результат  | Место      | Результат | Место     |
| ---------------- | -------------------- | ----------------------- | ----------------------- | ---------- | ---------- | --------- | --------- |
| Флавия Ригамонти | 400 м вольным стилем | 4:11,77                 | 9                       |            |            | Не прошла | Не прошла |
| Шанталь Штрассер | 400 м вольным стилем | 4:16,17                 | 21                      |            |            | Не прошла | Не прошла |
| Агата Чаплицки   | 100 м брасс          | 1:13,19                 | 27                      | Не прошла  | Не прошла  | Не прошла | Не прошла |

### Прыжки в воду
Спортсменов — 3
В индивидуальных прыжках в предварительных раундах складывались результаты квалификации и полуфинальных прыжков. По их результатам в финал проходило 12 спортсменов. В финале они начинали с результатами полуфинальных прыжков.
В синхронных прыжках спортсмены стартовали сразу с финальных прыжков
Мужчины
| Спортсмен           | Соревнование | Квалификация | Квалификация | Полуфинал | Полуфинал | Всего     | Финал     | Финал     | Всего  | Место |
| Спортсмен           | Соревнование | Очков        | Место        | Очков     | Место     | Всего     | Очков     | Место     | Всего  | Место |
| ------------------- | ------------ | ------------ | ------------ | --------- | --------- | --------- | --------- | --------- | ------ | ----- |
| Жан-Ромайн Делалойе | трамплин     | 292,68       | 45           | Не прошёл | Не прошёл | Не прошёл | Не прошёл | Не прошёл | 292,68 | 45    |

Женщины
| Спортсмен                             | Соревнование        | Квалификация | Квалификация | Полуфинал | Полуфинал | Всего     | Финал     | Финал     | Всего  | Место |
| Спортсмен                             | Соревнование        | Очков        | Место        | Очков     | Место     | Всего     | Очков     | Место     | Всего  | Место |
| ------------------------------------- | ------------------- | ------------ | ------------ | --------- | --------- | --------- | --------- | --------- | ------ | ----- |
| Катерин Малиев-Авиолат                | трамплин            | 204,06       | 38           | Не прошла | Не прошла | Не прошла | Не прошла | Не прошла | 204,06 | 38    |
| Катерин Малиев-Авиолат Жаклин Шнайдер | синхронный трамплин |              |              |           |           |           |           |           | 286,38 | 8     |

### Стрельба
Спортсменов — 2
После квалификации лучшие спортсмены по очкам проходили в финал, где продолжали с очками, набранными в квалификации. В некоторых дисциплинах квалификация не проводилась. Там спортсмены выявляли сильнейшего в один раунд.
Женщины
| Спортсмен       | Соревнование   | Квалификация | Место | Финал     | Место     | Всего | Место |
| --------------- | -------------- | ------------ | ----- | --------- | --------- | ----- | ----- |
| Габриэль Бюлман | Винтовка, 10 м | 390          | 28    | Не прошла | Не прошла | 390   | 28    |
| Ориана Шеусс    | Винтовка, 10 м | 388          | 36    | Не прошла | Не прошла | 388   | 36    |

### Триатлон
Спортсменов — 6
Триатлон дебютировал в программе летних Олимпийских игр. Соревнования состояли из 3 этапов - плавание (1,5 км), велоспорт (40 км), бег (10 км).
Мужчины
| Спортсмен          | Соревнование      | Плавание | Велоспорт | Бег      | Итоговое время | Место | Отставание |
| ------------------ | ----------------- | -------- | --------- | -------- | -------------- | ----- | ---------- |
| Рето Хаг           | личное первенство | 18:17,49 | 59:12,31  | 31:51,50 | 1:49:21,30     | 19    | +00:57,28  |
| Жан-Кристоф Геншар | личное первенство | 18:46,99 | 58:36,50  | 33:27,27 | 1:50:50,76     | 24    | +02:26,74  |
| Маркус Келлер      | личное первенство | 18:38,29 | 58:51,20  | 32:45,76 | 1:50:15,25     | 18    | +01:51,23  |

Женщины
| Спортсмен        | Соревнование      | Плавание | Велоспорт  | Бег      | Итоговое время | Место | Отставание |
| ---------------- | ----------------- | -------- | ---------- | -------- | -------------- | ----- | ---------- |
| Бригитт Макмэхон | личное первенство | 19:44,58 | 1:05:42,30 | 35:13,64 | 2:00:40,52     |       | —          |
| Магали Мессмер   | личное первенство | 19:39,38 | 1:05:40,00 | 35:49,45 | 2:01:08,83     |       | +00:28,31  |
| Сибиль Маттер    | личное первенство | 20:36,28 | 1:12:54,60 | 39:54,50 | 2:13:25,38     | 36    | +12:44,86  |

### Фехтование
Спортсменов — 4
В индивидуальных соревнованиях спортсмены сражаются три раунда по три минуты, либо до того момента, как один из спортсменов нанесёт 15 уколов. В командных соревнованиях поединок идёт 9 раундов по 4 минуты каждый, либо до 45 уколов. Если по окончании времени в поединке зафиксирован ничейный результат, то назначается дополнительная минута до «золотого» укола.
Мужчины
| Соревнование         | Спортсмены         | 1/32 финала        | 1/16 финала                     | 1/8 финала                      | Четвертьфиналы                | Полуфиналы                    | Финал матч за 3-е место         | Место |
| Соревнование         | Спортсмены         | Соперник Результат | Соперник Результат              | Соперник Результат              | Соперник Результат            | Соперник Результат            | Соперник Результат              | Место |
| -------------------- | ------------------ | ------------------ | ------------------------------- | ------------------------------- | ----------------------------- | ----------------------------- | ------------------------------- | ----- |
| Индивидуальная шпага | Марсель Фишер (18) | не участвовал      | Ян Но Сон (KOR) (15) поб. 13:12 | Арнд Шмидт (GER) (2) поб. 15:10 | Чжао Ган (CHN) (7) поб. 15:10 | Юг Обри (FRA) (22) пор. 13:15 | За 3-е место                    | 4     |
| Индивидуальная шпага | Марсель Фишер (18) | не участвовал      | Ян Но Сон (KOR) (15) поб. 13:12 | Арнд Шмидт (GER) (2) поб. 15:10 | Чжао Ган (CHN) (7) поб. 15:10 | Юг Обри (FRA) (22) пор. 13:15 | Ли Сан Ки (KOR) (20) пор. 14:15 | 4     |

Женщины
| Соревнование         | Спортсмены                                             | 1/32 финала                          | 1/16 финала                          | 1/8 финала                            | Четвертьфиналы                      | Полуфиналы                             | Финал матч за 3-е место          | Место |
| Соревнование         | Спортсмены                                             | Соперник Результат                   | Соперник Результат                   | Соперник Результат                    | Соперник Результат                  | Соперник Результат                     | Соперник Результат               | Место |
| -------------------- | ------------------------------------------------------ | ------------------------------------ | ------------------------------------ | ------------------------------------- | ----------------------------------- | -------------------------------------- | -------------------------------- | ----- |
| Индивидуальная шпага | Джанна Хаблютцель-Бюрки (17)                           | не участвовала                       | Мирайда Гарсия (CUB) (16) поб. 15:14 | Ильдико Минца (HUN) (1) поб. 15:9     | Сулейдис Ортис (CUB) (8) поб. 15:14 | Татьяна Логунова (RUS) (13) поб. 13:12 | Тимеа Надь (RUS) (14) пор. 11:15 | 2     |
| Индивидуальная шпага | Диана Романьоли (9)                                    | не участвовала                       | Маргрета Мёрш (NOR) (24) поб. 15:13  | Сулейдис Ортис (CUB) (8) пор. 11:15   | Завершила выступление               | Завершила выступление                  | Завершила выступление            | 12    |
| Индивидуальная шпага | Софи Ламон (29)                                        | Анхела Эспиноса (COL) (36) поб. 15:9 | Кристина Кашоли (ITA) (4) поб. 15:12 | Татьяна Логунова (RUS) (13) пор. 8:15 | Завершила выступление               | Завершила выступление                  | Завершила выступление            | 15    |
| Командная шпага      | Софи Ламон Диана Романьоли Джанна Хаблютцель-Бюрки (3) |                                      |                                      |                                       | Куба (6) · поб. 45:38               | Китай (7) · пор. 45:33                 | Россия (4) · поб. 35:45          | 2     |